# فريدريك شنايدر
فريدريك شنايدر (بالألمانية: Johann Christian Friedrich Schneider)‏ هو ملحن وعازف بيانو ألماني، ولد في 5 يناير 1786 في Waltersdorf (Großschönau) ‏ في ألمانيا، وتوفي في 23 نوفمبر 1853 في ديساو في ألمانيا.

## وصلات خارجية
- فريدريك شنايدر على موقع ميوزك برينز (الإنجليزية)